# دانگ‌فنگ موتور کورپوریشن
دانگ‌فِنگ موتور کورپوریشن (به چینی سنتی: 東風汽車公司) شرکت خودروسازی چینی است، که به‌عنوان بزرگترین خودروساز در چین شناخته می‌شود.
دانگ‌فنگ موتور در سال ۱۹۶۸ میلادی در استان هوبِی تأسیس شد و اکنون در زمینه تولید و مونتاژ انواع خودرو، اتوبوس، کامیون و دیگر وسایل نقلیه تجاری، همچنین تولید قطعات خودرو فعالیت می‌کند.
دانگ‌فنگ موتور که در سال ۲۰۱۲ بیش از ۲٫۷۶ میلیون دستگاه خودرو تولید کرده‌است، هم‌اکنون به‌همراه شرکت‌های چانگان موتورز، گروه فاو و سایک موتور، به‌عنوان ۴خودروساز بزرگ چین شناخته می‌شوند.
دولت چین کماکان ۱۰۰ درصد از سهام این کورپوریشن را در اختیار دارد. واژه دانگ‌فنگ به‌معنای باد شرقی است.
بخش کامیون‌سازی دانگ‌فنگ DFCV نام دارد که ۴۵٪ سهام آن در اختیار شرکت ولوو تراکس می‌باشد.
دانگ‌فنگ به کمک ولوو تراکس و رنو تراکس (یکی از زیرمجموعه‌های بزرگ گروه ولوو) توانسته به‌عنوان نخستین شرکت چینی، پررنگ به بازارهای اروپایی گام بگذارد.

## دانگ‌فنگ  در ایران
دانگ‌فنگ پس از آغاز تحریم‌های بین‌المللی علیه ایران و قطع رابطه شرکت‌های بزرگ خودروسازی به‌عنوان شریک تجاری سایپا دیزل در فروش کامیون‌ها وارد بازار ایران شد. کامیون‌های T300 و T375 نخستین کامیون‌های دانگ‌فنگ در ایران بودند که سپس با نام‌های البرز و کاوه در ایران مونتاژ شدند.
در فروردین‌ماه سال ۹۵ دانگ‌فنگ H30 به‌عنوان محصول جدید ایران خودرو معرفی شد و پس از آن به فروش رسید. در سال ۹۷ نیز نسخه صندوق دار آن با نام دانگ‌فنگ S30 توسط ایران خودرو عرضه شد.
در سال‌های اخیر نیز خودرو کراس‌اوور دی‌اف‌اس‌کی گلوری آی‌ایکس۵ توسط بهمن موتور مونتاژ و در ایران تحت عنوان دیگنیتی عرضه می شود. همچنین دانگ‌فنگ اس‌ایکس۵ یا همان جویر و دانگ‌فنگ فنگ‌شینگ تی۵ توسط شرکت فردا موتورز در ایران مونتاژ می شود.
شرکت آرین پارس موتور نیز در حال حاضر برخی از محصولات دانگ‌فنگ را در ایران عرضه می‌کند. یکی از این محصولات، لاماری ایما نام دارد؛ نام این اصلی کراس‌اور، دانگ‌فنگ T5 EVO است ولی برای بازار ایران، شرکت آرین پارس موتور، نامش را ایما (EAMA) گذاشته و آن را با برند لاماری (LAMARI) به بازار معرفی کرده است.

## نگارخانه

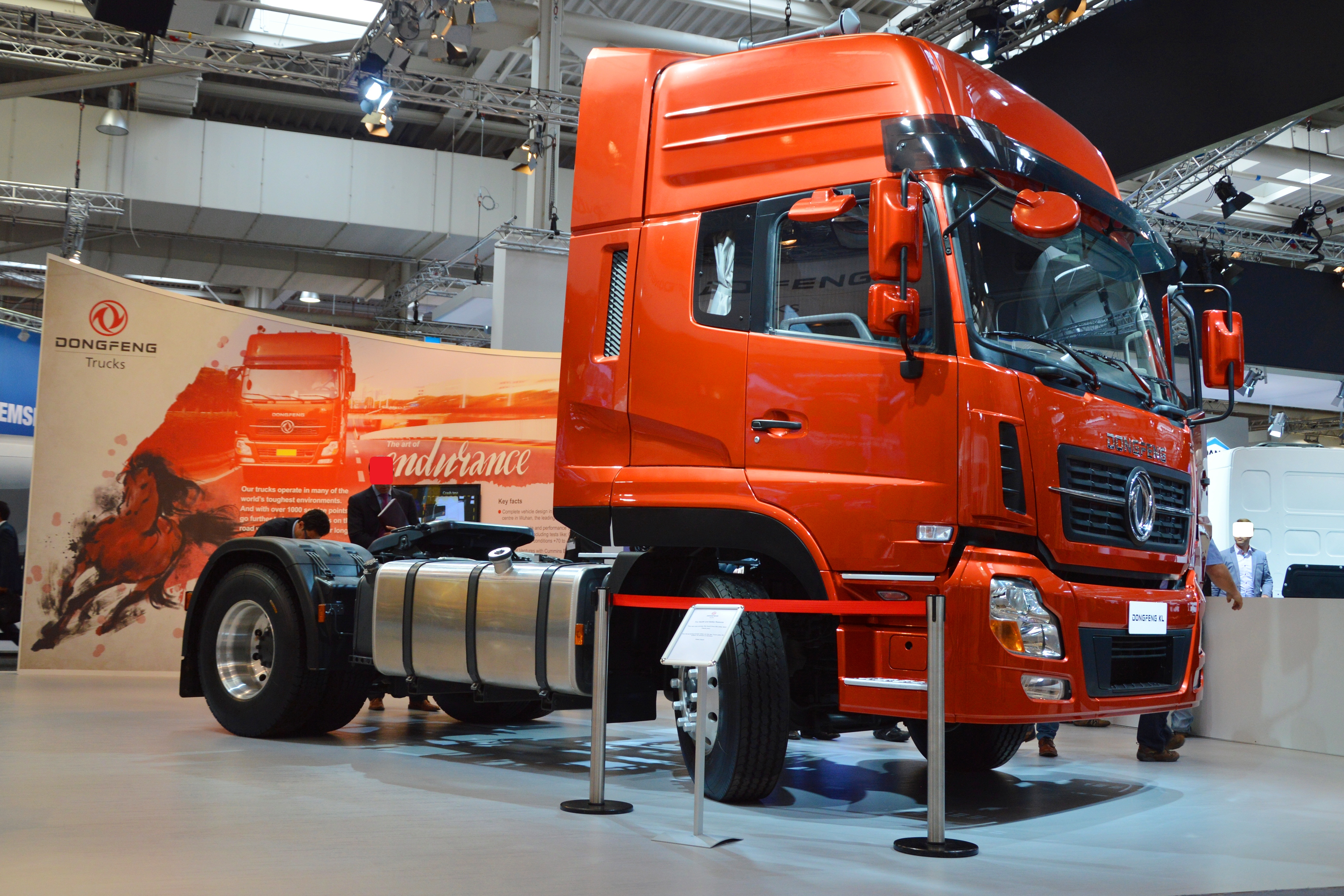
دانگ فنگ KL یا T375
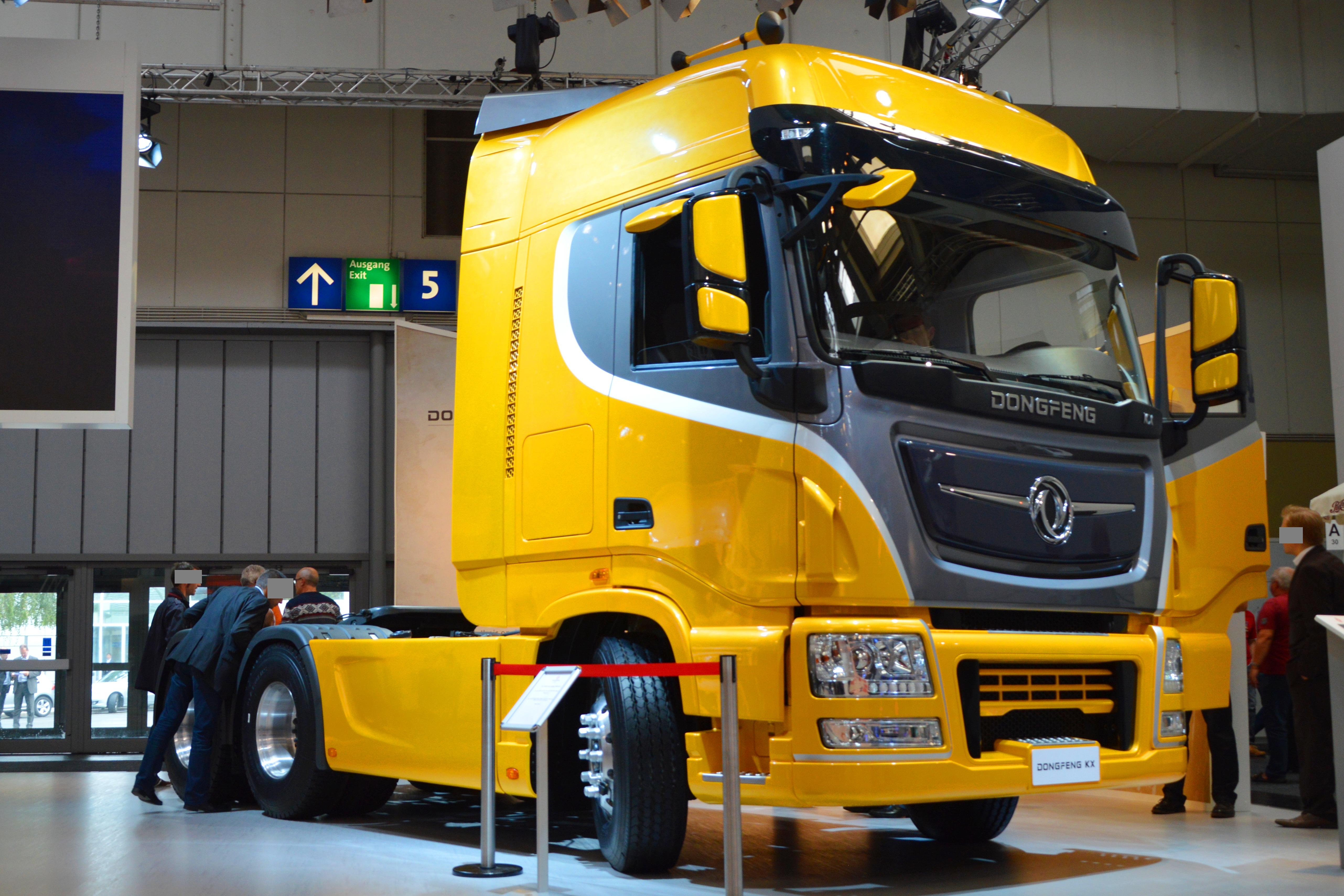
دانگ فنگ KX
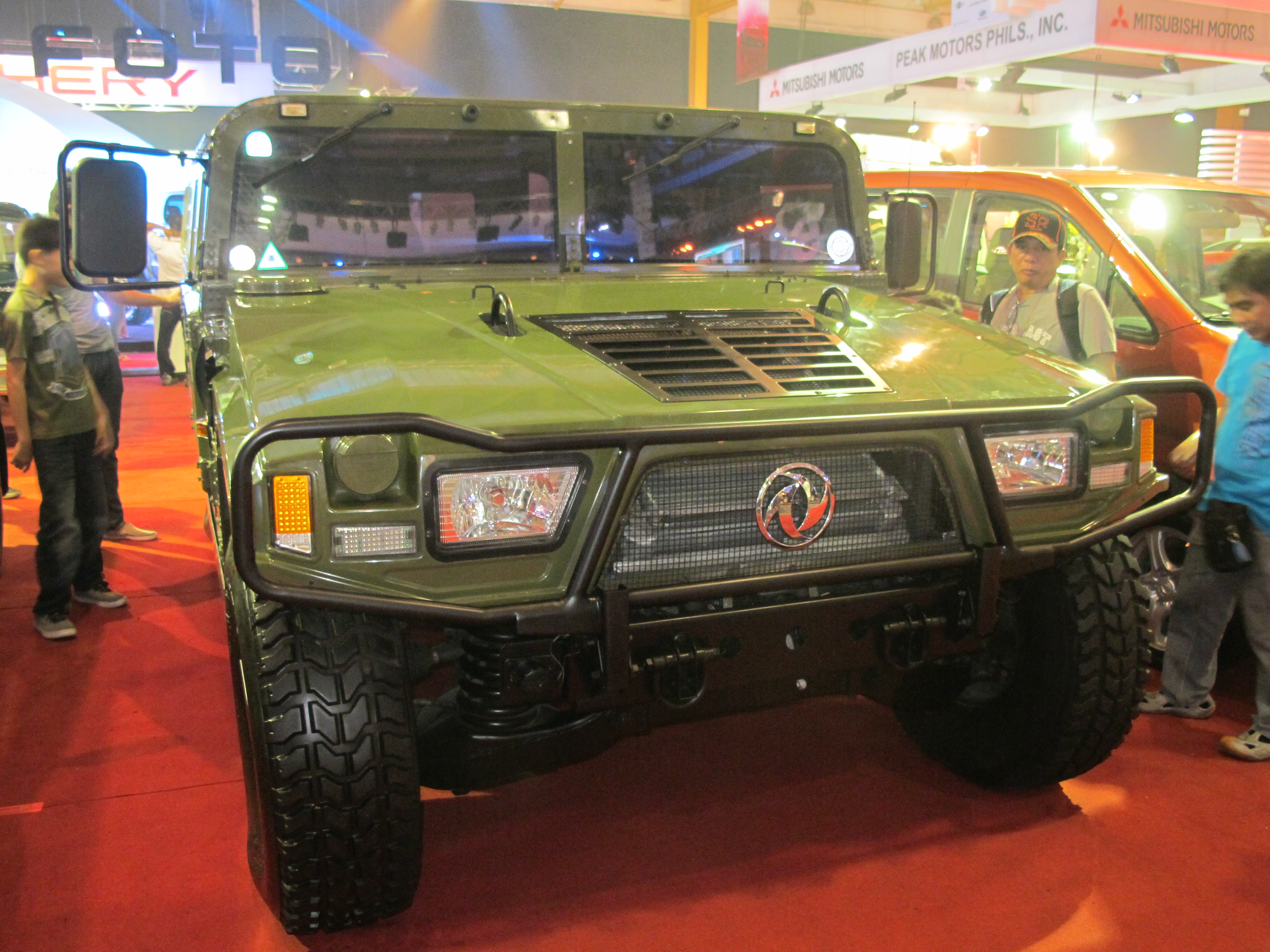
دانگ فنگ هامر
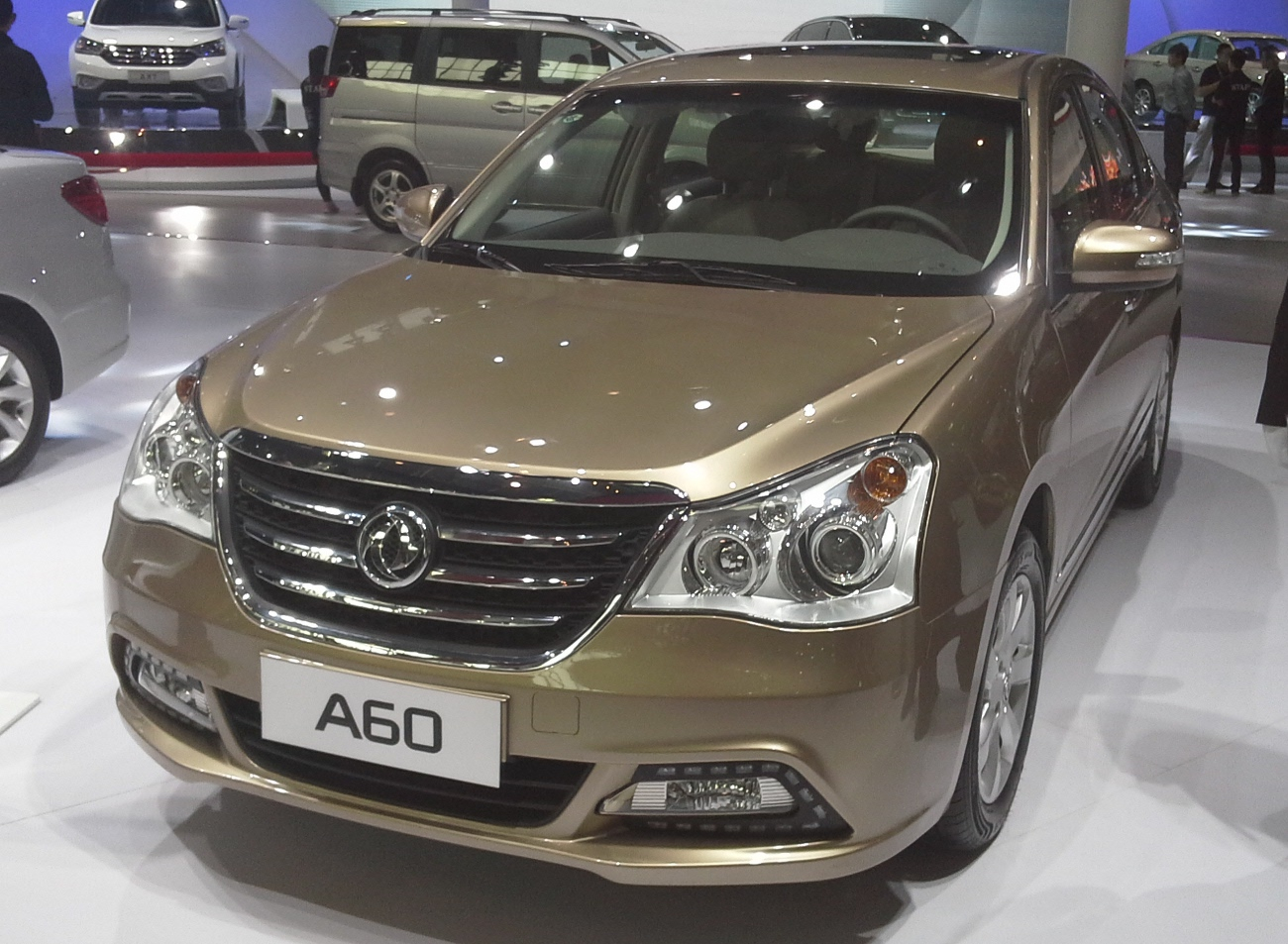
دانگ فنگ A60
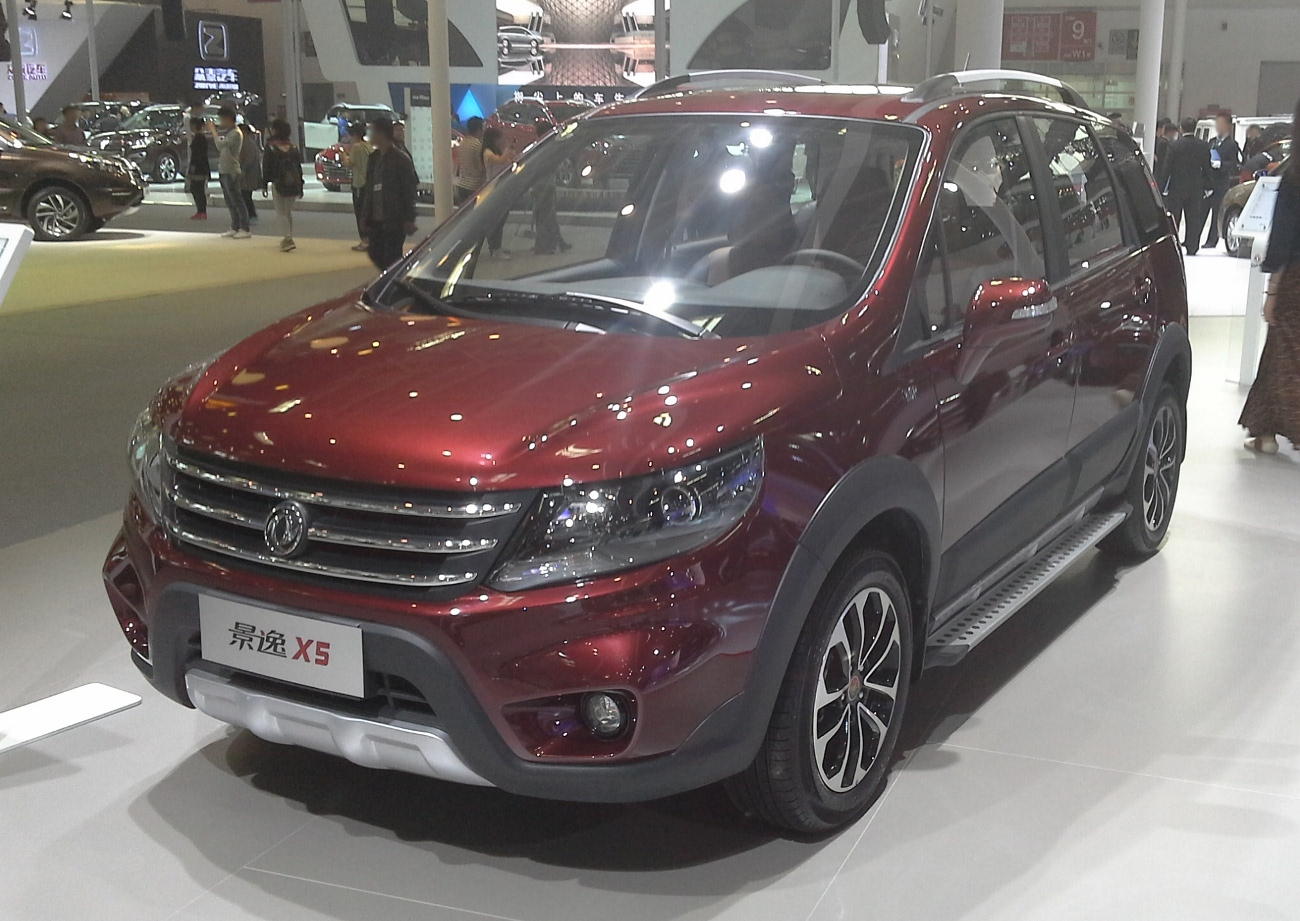
دانگ فنگ X5
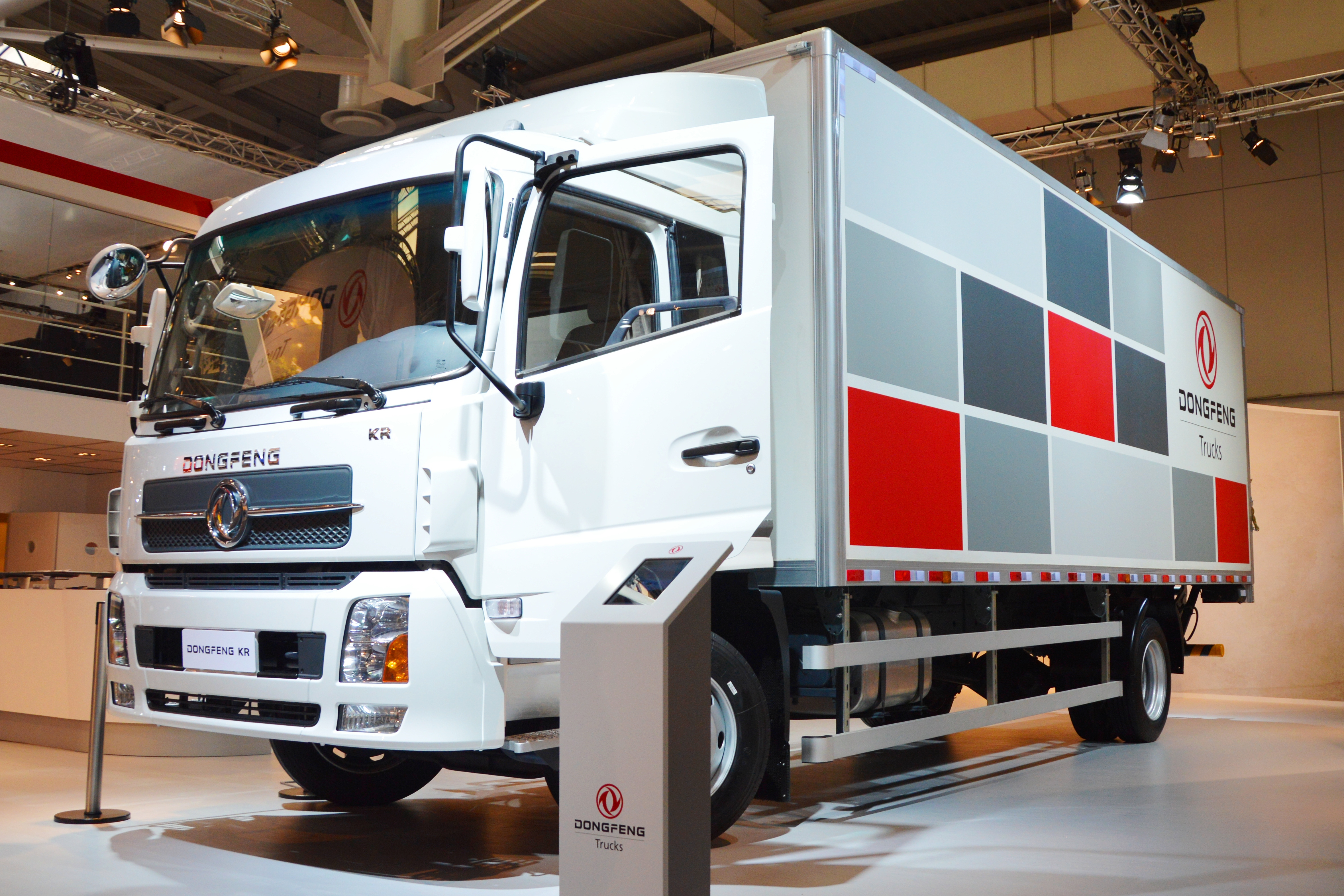
دانگ فنگ KR
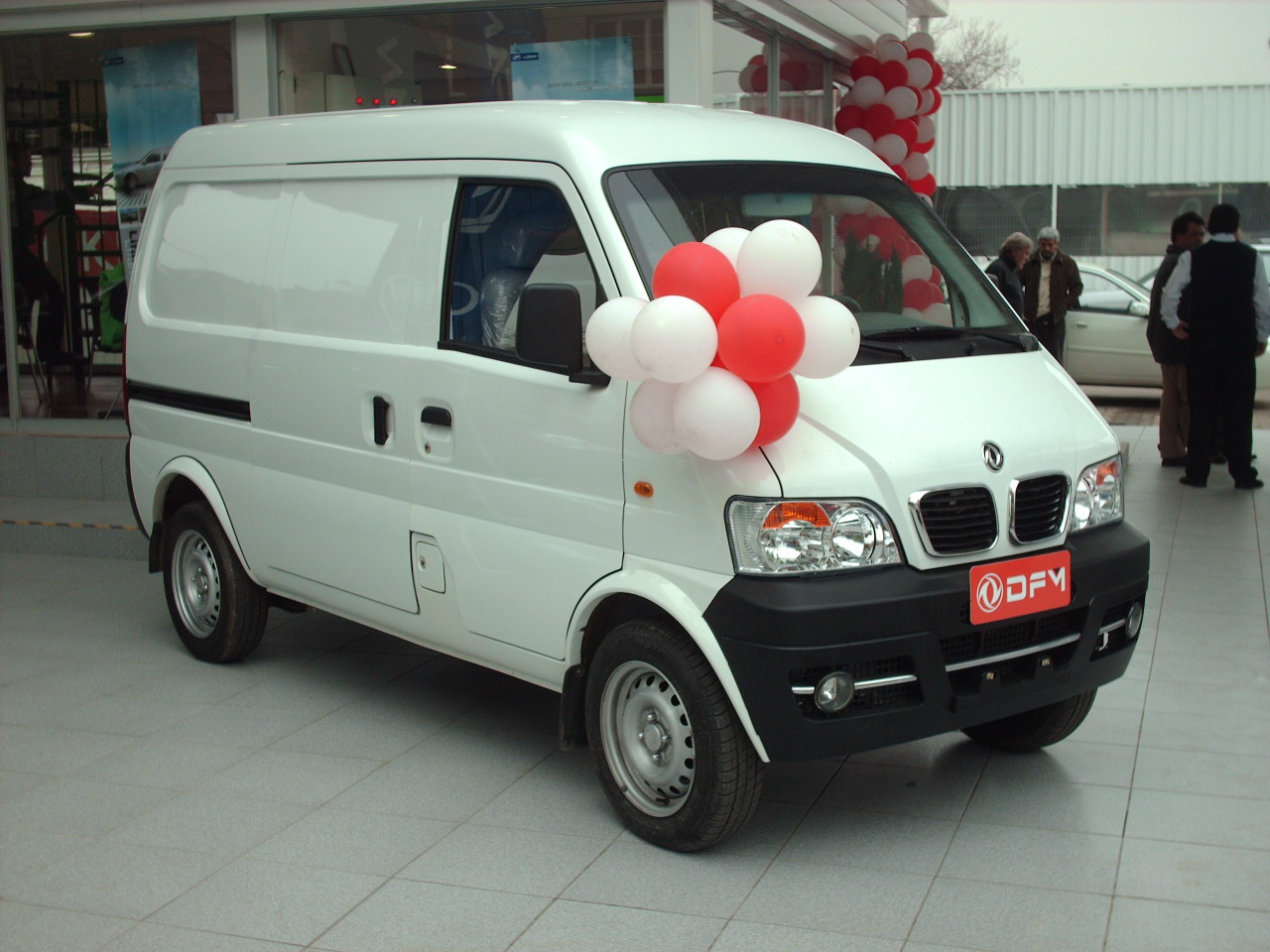
دانگ فنگ مینی ون